# Stokesay Castle
Stokesay Castle är ett slott i Storbritannien.   Det ligger i grevskapet Shropshire i riksdelen England, i den södra delen av landet, 210 km nordväst om huvudstaden London. Stokesay Castle ligger 122 meter över havet.
Terrängen runt Stokesay Castle är kuperad åt sydväst, men åt nordost är den platt. Runt Stokesay Castle är det ganska glesbefolkat, med 47 invånare per kvadratkilometer. Närmaste större samhälle är Ludlow, 10,0 km sydost om Stokesay Castle. Trakten runt Stokesay Castle består till största delen av jordbruksmark.